# Sérgio Nogueira
Sérgio Luiz Seixas Francia Nogueira (ur. 25 sierpnia 1978 w Belo Horizonte) – brazylijski siatkarz, grający na pozycji libero, były reprezentant Brazylii. Od sezonu 2019/2020 występuje w czeskiej drużynie Black Volley Beskydy.

## Sukcesy klubowe
Mistrzostwo Brazylii:
- 2001, 2002, 2007, 2012, 2014[1], 2015[2], 2016, 2017, 2018
- 2005, 2006, 2008, 2009, 2011, 2013
- 2004, 2019

Klubowe Mistrzostwa Ameryki Południowej:
- 2012, 2014, 2016, 2017, 2018, 2019
- 2015

Klubowe Mistrzostwa Świata:
- 2013, 2015, 2016
- 2012
- 2017

Puchar Brazylii:
- 2014, 2016, 2018, 2019

Superpuchar Brazylii:
- 2015, 2016, 2017

## Sukcesy reprezentacyjne
Puchar Wielkich Mistrzów:
- 2001

## Nagrody indywidualne
- 2001: Najlepszy przyjmujący brazylijskiej Superligi w sezonie 2000/2001
- 2002: Najlepszy przyjmujący brazylijskiej Superligi w sezonie 2001/2002
- 2003: Najlepszy broniący brazylijskiej Superligi w sezonie 2002/2003
- 2005: Najlepszy przyjmujący brazylijskiej Superligi w sezonie 2004/2005
- 2006: Najlepszy przyjmujący brazylijskiej Superligi w sezonie 2005/2006
- 2007: Najlepszy przyjmujący Pucharu Brazylii
- 2007: Najlepszy przyjmujący brazylijskiej Superligi w sezonie 2006/2007
- 2008: Najlepszy przyjmujący brazylijskiej Superligi w sezonie 2007/2008
- 2009: Najlepszy broniący brazylijskiej Superligi w sezonie 2008/2009
- 2011: Najlepszy broniący brazylijskiej Superligi w sezonie 2010/2011
- 2012: Najlepszy broniący brazylijskiej Superligi w sezonie 2011/2012
- 2012: Najlepszy libero Klubowych Mistrzostw Ameryki Południowej
- 2012: Najlepszy libero i przyjmujący Klubowych Mistrzostw Świata
- 2013: Najlepszy broniący brazylijskiej Superligi w sezonie 2012/2013
- 2013: Najlepszy libero Klubowych Mistrzostw Świata
- 2015: Najlepszy broniący brazylijskiej Superligi w sezonie 2014/2015
- 2015: Najlepszy libero Klubowych Mistrzostw Ameryki Południowej
- 2015: Najlepszy libero Klubowych Mistrzostw Świata
- 2016: Najlepszy broniący brazylijskiej Superligi w sezonie 2015/2016
- 2016: Najlepszy libero Klubowych Mistrzostw Świata
- 2017: Najlepszy broniący brazylijskiej Superligi w sezonie 2016/2017
- 2018: Najlepszy libero Klubowych Mistrzostw Ameryki Południowej